# Horror en Amityville Parte II
The Amityville Horror Parte II es un libro escrito por John G. Jones como la secuela de Horror en Amityville. El libro fue publicado en 1982, y narra las consecuencias del libro original y lo que pasó con los Lutz luego de que huyeron de la famosa casa 112 de Ocean Avenue en la villa de Amityville, Nueva York.. Este fue el último libro de la serie G. Jones que se basa en una historia real.

## Historia de la novela
Luego de que los reales George y Kathie Lutz fueran sometidos al detector de mentiras se reveló que era verdad que aún seguían teniendo sucesos paranormales en su vida. Los Lutz decidieron escribir una novela bajo el nombre Una fuerza de Magnitud: Amityville II. Sin embargo el libro nunca fue publicado. Un año más tarde, John G. Jones tuvo interés en escribir la historia que llevaría Una fuerza de Magnitud, solo que esta vez la renombró Horror en Amityville Parte II.

## Argumento
La familia Lutz apenas logra escapar de la casa 112 de Ocean Avenue. Mientras huían de Amityville, son atacados por una extraña fuerza, pero logran escapar. Luego, llegan a casa de la madre de Kathy, donde ellos piensan que son seguros. Poco después, George es despertado por una fuerza sobrenatural. George y Kathy se dan cuenta de que están siendo seguidos. Y ahora, además de ser seguidos por estas fuerzas, también tienen una larga lista de cuentas pendientes que arreglar con la prensa.
- Datos: Q4031548